# Caligula
Gaius Julius Caesar Augustus Germanicus (tiếng Latinh: Gaius Julius Caesar Augustus Germanicus; 31 tháng 8 năm 12 – 24 tháng 1 năm 41), thường gọi theo biệt hiệu Caligula, là vị Hoàng đế La Mã thứ ba và là một thành viên của triều đại Julio-Claudia, trị vì từ năm 37 đến năm 41 Công nguyên. Ông nối ngôi của người bác, kiêm cha nuôi là Tiberius.
Nhìn chung, người ta chỉ biết một số ít chi tiết về Caligula. Những điều người ta biết được là trong thời gian trị vì ngắn ngủi, ông chỉ chú tâm vào những công trình xây dựng xa hoa và công cuộc mở rộng lãnh thổ. Ông ra sức tăng quyền lực theo hệ thống thống trị nguyên lão và củng cố địa vị và thế lực của mình, luôn lo phòng chống những kẻ mưu toan lật đổ ông. Nhưng sau cùng, trong một âm mưu của viện nguyên lão La Mã, ông bị lính Cận vệ của mình ám sát năm 41. Khi đó Caligula mới 28 tuổi. Sau đó, đội Cận vệ đưa Claudius lên kế vị.
Dù Caligula được công chúng La Mã ưa chuộng trong suốt thời kỳ trị vì, những dữ kiện về ông rất thưa thớt và phần lớn dựa trên những giai thoại về sự tàn bạo, xa hoa phung phí và những mẫu chuyện tính dục loạn luân, tạo hình ảnh của một lãnh chúa độc tài điên dại. Tuy nhiên, ông đã bắt đầu xây dựng hai hệ thống cống dẫn nước mới ở Roma: Claudia Aqua và Novus Anio. Thời trị vì của ông lại quá ngắn để cho ông hoàn tất những dự án xây cất đồ sộ của mình. Trong triều đại của ông, đế chế sáp nhập Vương quốc Mauretania và biến nó thành một tỉnh.

## Thời niên thiếu

### Gia đình
Caligula đã được sinh ra tại Antium, là người con thứ ba trong số sáu người con còn sống của Germanicus và người em họ thứ hai của Germanicus "Agrippina Cả" . Những người anh em của Gaius là Nero và Drusus. Những người chị em của ông là Agrippina trẻ, Julia Drusilla, và Julia Livilla Gaius là cháu trai của Claudius (hoàng đế tương lai).
Agrippina Cả là con gái của Marcus Agrippa Vipsanius và Julia Cả  Bà là cháu gái của Augustus và Scribonia.

### Thời niên thiếu và khởi nghiệp

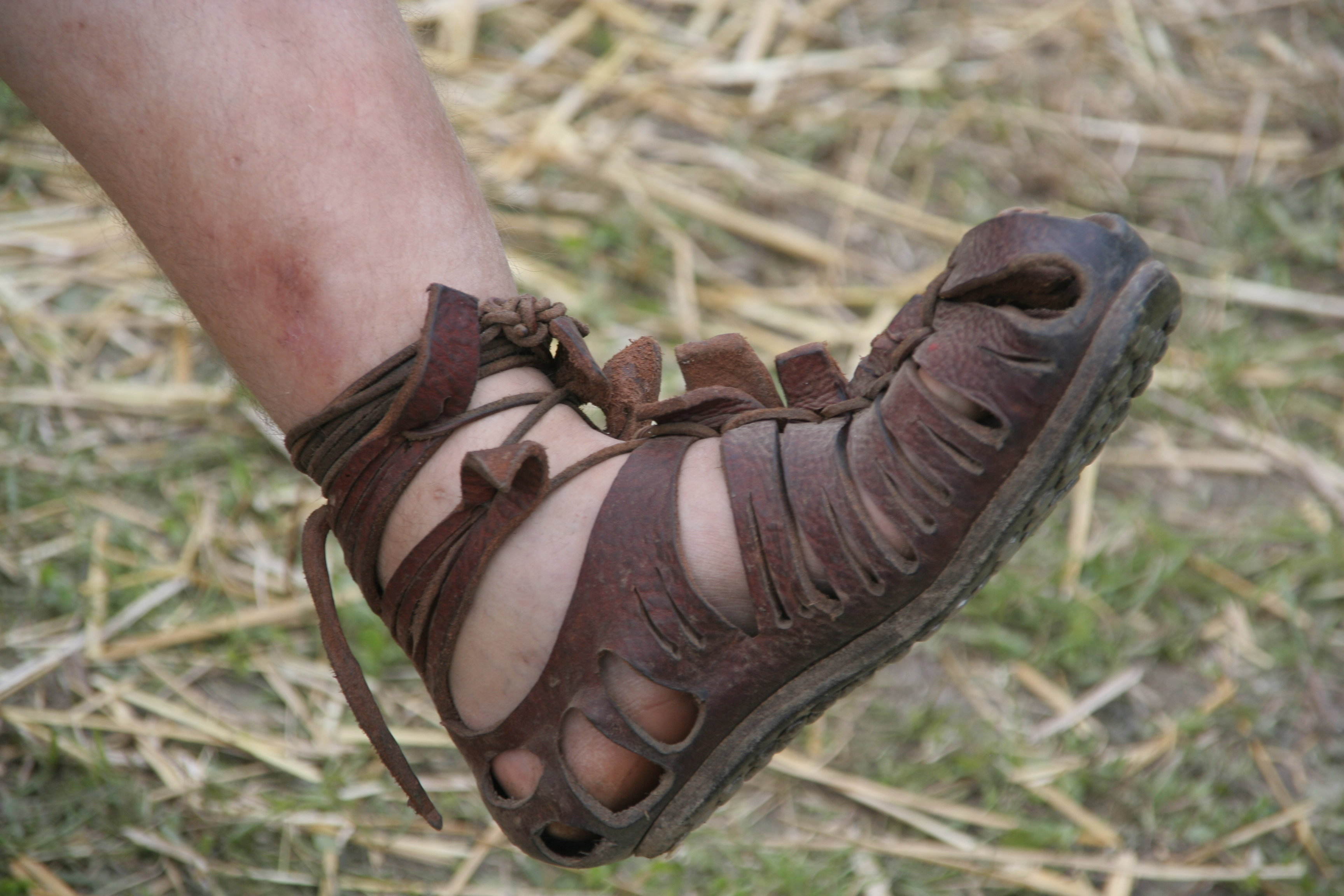
Một chiếc giày caliga.

Ngay khi là một cậu bé lên hai hoặc ba tuổi, Gaius đã đi cùng cha của mình, tướng Germanicus, tham gia các chiến dịch ở phía bắc của Germania . Các binh sĩ đã thích thú khi mà Gaius được mặc trang phục của một người lính thu nhỏ, bao gồm cả giày và áo giáp. Ông đã sớm có biệt danh Caligula của mình, có nghĩa là "chiếc giày nhỏ (của lính)" trong tiếng Latin. Gaius, mặc dù vậy được ghi lại rằng không thích biệt danh này.
Theo Suetonius, một tay sai của Tiberius, người xem tướng Germanicus là một đối thủ chính trị, đã đầu độc ông ở Syria bởi một tay sai của Tiberius.
Sau cái chết của cha mình, Caligula sống với mẹ cho đến khi mối quan hệ của bà với Tiberius xấu đi. Tiberius sẽ không cho phép Agrippina tái hôn vì sợ chồng bà là một đối thủ . Agrippina và em trai Caligula, Nero, đã bị lưu đày vào năm 29 về tội phản quốc 
Chàng trai Caligula đang tuổi thành niên sau đó đầu tiên được gửi đến sống đầu tiên với bà cố ngoại của ông (và mẹ của Tiberius) Livia. Sau khi Livia qua đời, ông đã được gửi tới sống với Antonia bà ngoại của mình. Trong năm 30 SCN, em trai của ông, Drusus Caesar, bị giam về tội phản quốc và em trai khác của ông Nero mất trong khi lưu đày vì chết đói hoặc tự tử. Suetonius viết rằng sau khi xua đuổi người mẹ và các em, Caligula và các chị em của ông đã không khác gì nhiều hơn so với các tù nhân của Tiberius và nắm dưới sự quản thúc sát sao bởi binh sĩ .
Năm 31, Caligula bị tạm đưa tới chăm sóc cho cá nhân Tiberius ở đảo Capri, nơi ông sống sáu năm . Trước sự ngạc nhiên của nhiều người, Caligula đã được tha thứ bởi Tiberius. Theo các nhà sử học, Caligula là một diễn viên bẩm sinh xuất sắc, và nhận ra sự nguy hiểm, ông đã giấu tất cả sự oán giận của mình đối với Tiberius  Một tên mật thám cho biết Caligula, "Chưa bao giờ là một người đầy tớ tốt hơn hoặc một chủ nhân tồi tệ hơn!"  Sau khi ông trở thành hoàng đế, Caligula tuyên bố đã lên kế hoạch giết chết Tiberius với một con dao găm để trả thù cho mẹ và các anh em trai của ông: tuy nhiên, khi mang vũ khí vào phòng ngủ của Tiberius, ông đã không giết Hoàng đế, nhưng thay vào đó là ném con dao xuống sàn nhà. Người ta cho Tiberius biết về điều này nhưng không bao giờ dám làm bất cứ điều gì về nó..
Năm 33 SCN, Tiberius đã ban cho Caligula quyền của quan coi quốc khố danh dự, một vị trí ông đã giữ cho đến ngày ông vươn tới ngai Hoàng đế . Trong khi đó, cả mẹ của Caligula và Drusus, anh trai ông đã chết trong tù. Caligula đã có một thời gian ngắn kết hôn với Junia Claudilla năm 33, mặc dù vậy bà đã mất trong khi sinh con vào năm sau . Caligula đã dành thời gian làm bạn với chỉ huy trưởng đội cận vệ, Naevius Sutorius Marco, một đồng minh quan trọng  Macro luôn nói tốt cho Caligula trước mặt Tiberius.
Năm 35, Caligula có tên trong số những người thừa kế di sản của Tiberius cùng với Tiberius Gemellus .

## Hoàng đế

### Thời kì đầu
Khi Tiberius mất ngày 16 tháng 3 năm 37, tài sản của ông và chức danh Nguyên Thủ được trao lại cho Caligula và cháu trai của Tiberius, Gemellus, những người đã được chọn là cùng thừa kế. Mặc dù Tiberius đã 77 tuổi và nằm liệt trên giường chờ cái chết của mình, một số nhà sử học cổ đại vẫn còn phỏng đoán rằng ông đã bị sát hại. Tacitus viết rằng trưởng quan lực lượng cận vệ, Macro, đè chết Tiberius với một chiếc gối để đẩy nhanh việc Caligula kế vị, mang đến nhiều đến niềm vui cho những người La Mã, trong khi Suetonius viết rằng Caligula có thể đã thực hiện việc giết hại, mặc dù điều này đã không được ghi nhận bởi bất kỳ nhà sử học cổ đại nào khác Cả Philo, người đã ghi lại trong triều đại Tiberius, và Josephus ghi rằng Tiberius qua đời bởi nguyên nhân tự nhiên 

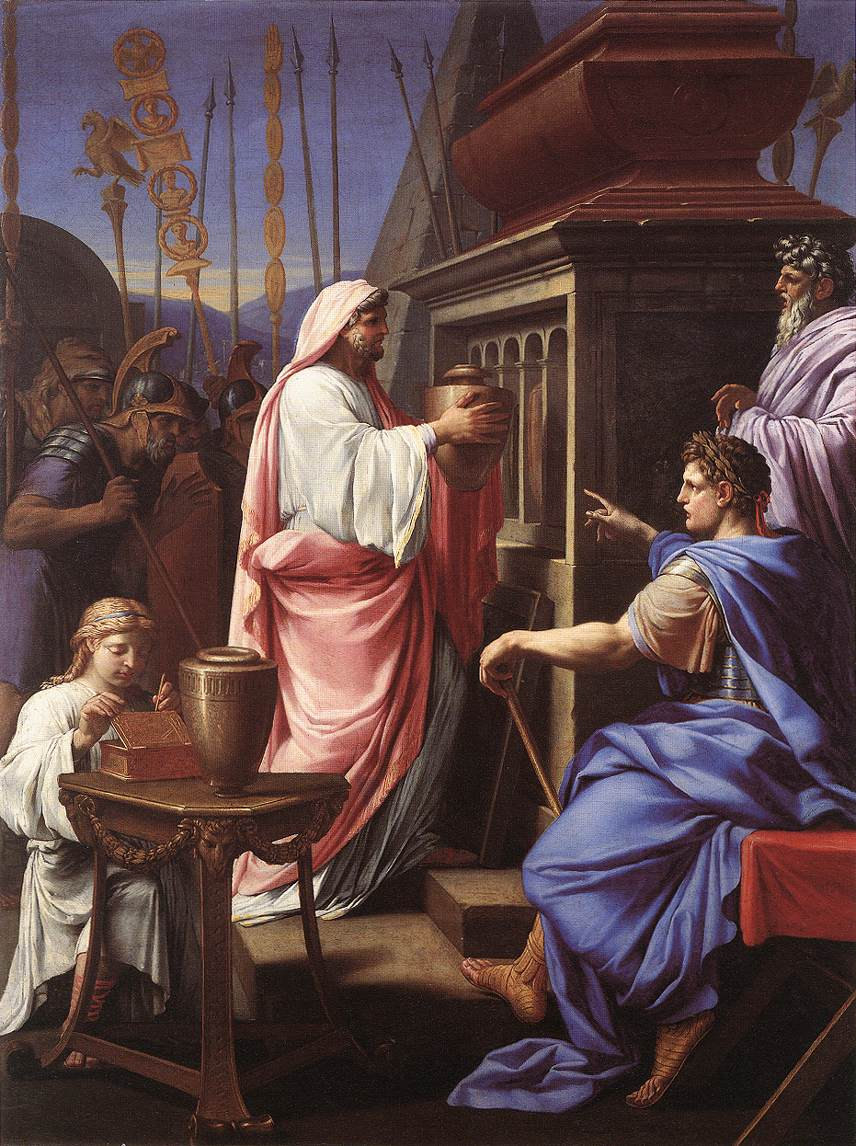
Caligula Depositing the Ashes of his Mother and Brother in the Tomb of his Ancestors, by Eustache Le Sueur, 1647

Caligula chấp nhận quyền hạn của Nguyên thủ như là sự phong tước của viện nguyên lão và tới thủ đô Roma vào ngày 28 Tháng Ba trong bối cảnh một đám đông ca ngợi ông là "con của chúng ta" và "ngôi sao của chúng ta," trong số các biệt danh khác. Caligula được mô tả là vị hoàng đế đầu tiên được ngưỡng mộ bởi tất cả mọi người của "tất cả các thế giới, từ nơi mặt trời mọc tới nơi mặt trời lặn."  Caligula được yêu thương bởi nhiều người cho là con trai yêu dấu của Germanicus vốn được lòng dân, và bởi vì ông ta không phải là Tiberius 
Suetonius nói rằng hơn 160.000 động vật đã bị giết để hiến tế trong thời gian ba tháng cho công chúng ăn mừng triều đại mới . Philo mô tả bảy tháng đầu tiên của triều đại Caligula là hoàn toàn hạnh phúc.
Những việc làm đầu tiên này của Caligula là để thể hiện tinh thần hào phóng, mặc dù mang nhiều bản chất chính trị. Để được ủng hộ, ông ban phát tiền thưởng trong quân đội bao gồm đội Cận vệ, những binh lính thành phố và quân đội bên ngoài Ý. Ông hủy bỏ những giấy tờ kết tội phản quốc của Tiberius, tuyên bố rằng những bản án phản quốc đã là chuyện của quá khứ và triệu hồi những người đã bị đi đày
Caligula đã thu thập và mang về xương của người mẹ và của những người anh em mình và đặt những gì còn lại của họ trong ngôi mộ của Augustus. Ông đã hành quyết người anh em họ của mình Tiberius Gemellus - một hành động xúc phạm bà ngoại của cả Caligula và Gemellus, Antonia nhỏ. Bà được cho là đã tự sát, mặc dù Suetonius gợi ý rằng Caligula thực sự đầu độc bà. Ông cũng đã hành quyết cha vợ Marcus Silanus và em rể của ông Marcus Lepidus. Chú của ông Claudius đã được tha thứ vì Caligula giữ ông ta như là một trò cười. Người chị yêu quý của ông, Julia Drusilla đã qua đời vào năm 38 vì sốt: hai người chị em của ông, Livilla và Agrippina trẻ, đã bị lưu đày. Ông căm ghét thực tế rằng ông là cháu nội của Agrippa, và vu khống Augustus bằng cách lặp lại một lời nói dối rằng mẹ của ông đã thực sự là kết quả của một mối quan hệ loạn luân giữa Augustus và con gái của ông ta Julia Già.

### Khủng hoảng tài chính và nạn đói kém
Theo Cassius Dio, một cuộc khủng hoảng tài chính đã xuất hiện vào năm 39. Suetonius đặt thời điểm bắt đầu của cuộc khủng hoảng này vào năm 38. Những khoản chi tiêu chính trị của Caligula cho sự ủng hộ, sự hào phóng, lãng phí đã làm cạn kiệt ngân quỹ của nhà nước. Các nhà Sử học cổ đại cho rằng Caligula bắt đầu vu cáo, phạt tiền và thậm chí giết chết các cá nhân cho mục đích nắm chiếm đoạt điền sản của họ.
Một số biện pháp tuyệt vọng khác của Caligula được mô tả bởi các sử gia. Để làm đầy ngân khố, Caligula yêu cầu công chúng cho nhà nước vay tiền. Caligula đánh thuế đối với các vụ kiện tụng, hôn nhân và tệ nạn mại dâm. Caligula bắt đầu bán đấu giá sinh mạng của các đấu sĩ tại các trận đấu. Các đội trưởng, những người giành được chiến lợi phẩm trong quá trình cướp bóc đã bị buộc phải chuyển giao các chiến lợi phẩm cho nhà nước.

### Các công trình xây dựng
Bất chấp có khó khăn về tài chính, Caligula đã bắt tay vào một số dự án xây dựng trong triều đại của ông. Một số vì lợi ích công cộng, trong khi những cái khác dành cho mình.
Josephus mô tả là đóng góp lớn nhất của Caligula là việc cải tiến bến cảng tại Rhegium và Sicilia, qua đó cho phép tăng nhập khẩu ngũ cốc từ Ai Cập đến. Những cải tiến này có thể đã được thực hiện để đối phó với nạn đói. [Cần dẫn nguồn]
Caligula cũng đã hoàn thành đền thờ Augustus và nhà hát của Pompey và bắt đầu xây một đài vòng bên cạnh Saepta. Ông cũng đã mở rộng cung điện hoàng gia. Ông bắt đầu cho xây các hệ thống cống dẫn nước Aqua Claudia và Anio Novus, mà Pliny Già coi là tuyệt tác kỹ thuật. Ông đã xây dựng một trường đua lớn được gọi là trường đấu của Gaius và Nero và có một cột tháp Ai Cập (được biết đến là cột tháp Vatican) được vận chuyển bằng đường biển và được dựng lên ở giữa thành Roma.
Tại Syracuse, ông đã cho sửa chữa các bức tường thành phố và đền thờ của các vị thần. Ông cũng cho xây mới và mở rộng những con đường mới và để giữ cho các tuyến đường trong tình trạng tốt . Ông đã có kế hoạch xây dựng lại cung điện của Polycrates ở Samos, và hoàn thành đền thờ của Didymaean Apollo ở Ephesus. Ông cũng có kế hoạch đào một con kênh qua eo đất Isthmus ở Hy Lạp và phái một đốc công tới khảo sát công việc.

The hull of one of two ships recovered from Lake Nemi during the 1930s. This massive vessel served as an elaborate floating palace to the emperor.

Caligula còn đóng hai con thuyền lớn cho chính mình, chúng đã được khai quật từ đáy hồ Nemi dưới chế độ phát xít Benito Mussolini. Các con thuyền này là một trong những con thuyền lớn nhất trong thế giới cổ đại. Con thuyền nhỏ hơn đã được thiết kế như một ngôi đền dành riêng cho thần Diana.

### Mối thù hận với viện nguyên lão
Vào năm 39, quan hệ giữa viện nguyên lão La Mã với Caligula ngày càng xấu đi. Các vấn đề bất đồng của họ không được biết rõ. Mặc dù vậy Một số yếu tố đã làm trầm trọng thêm mối thù này. Viện nguyên lão đã ngày càng quen để với việc cầm quyền mà không cần vị hoàng đế giữa khoảng thời gian từ lúc Tiberius bỏ tới Capri vào năm 26 CN tới khi Caligula lên kế vị .
Caligula đã xem xét lại những ghi chép của Tiberius về những phiên tòa phản quốc và quyết định rằng rất nhiều nguyên lão, dựa vào những việc làm của họ trong các bản án này, là không đáng tin cậy. Ông ra lệnh cho tiến hành một cuộc điều tra và xét xử mới. Ông đã thay thế viên chấp chính quan và kết tội chết nhiều nguyên lão .
Ngay sau khi tuyệt giao với Viện nguyên lão, Caligula đã phải đương đầu với thêm nhiều âm mưu chống lại ông Một âm mưu có sự tham gia của người anh rể của ông đã được phá vỡ vào cuối năm 39. Ngay sau đó, quan Khâm sai (Legate) xứ Germania là Gnaeus Cornelius Lentulus Gaetulicus, đã bị hành quyết vì liên quan đến một âm mưu.

### Mở rộng phía Tây
Vào năm 40, Caligula đã sáp nhập vùng Mauretania vào đế chế La Mã và thực hiện một nỗ lực bành trướng đáng kể nhằm vào Britannia - thậm chí thách thức thần Neptune trong chiến dịch của mình. Cuộc chinh phục Britannia đã được thực hiện trọn vẹn bởi người kế nhiệm ông.

#### Mauretania
Mauretania vốn là một vương quốc chư hầu của La Mã, nó được cai trị bởi vua Ptolemaios của Mauretania. Caligula đã mời Ptolemaios đến Roma và sau đó bất ngờ hành quyết ông ta. Mauretania được sáp nhập bởi Caligula và sau đó được chia thành hai tỉnh, Mauritania Tingitana và Mauretania Caesariensis, và được ngăn cách nhau bởi sông Malua. Pliny tuyên bố rằng sự phân chia này được thực hiện bởi Caligula, nhưng Dio nói rằng trong năm 42 CN, một cuộc khởi nghĩa đã nổ ra, nhưng nó đã bị đàn áp bởi Gaius Suetonius Paulinus và Gnaeus Hosidius Geta, và chỉ sau sự việc này thì sự phân chia mới được tiến hành. Sự nhầm lẫn này có thể có nghĩa là Caligula ban đầu quyết định tiến hành phân chia tỉnh này, nhưng việc thực hiện đã bị hoãn lại vì cuộc khởi nghĩa. Vị tổng đốc thuộc tầng lớp kị sĩ đầu tiên được biết đến của hai tỉnh là một Marcus Fadius Celer Flavianus, nhậm chức vào năm 44 CN.
Thông tin chi tiết về các sự kiện liên quan đến người Mauretania vào giai đoạn 39-44 là không rõ ràng. Cassius Dio đã viết một chương nói về việc sáp nhập Mauretania bởi Caligula nhưng nó đã bị mất  Hành động này của Caligula dường như có động cơ mang tính cá nhân -Đó là sự sợ hãi và ghen tị với người anh em họ Ptolemaios của ông - và do đó việc mở rộng không phải là nhằm đối phó với sức ép từ nhu cầu quân sự hay kinh tế.

#### Britannia
Dường như một chiến dịch phía bắc nhằm vào Britannia đã bị hủy bỏ  Chiến dịch này bị chế giễu bởi các sử gia cổ đại với các ghi chép về những người Gaul ăn mặc quần áo như là các bộ lạc người Đức trong cuộc diễu binh chiến thắng của ông và quân đội La Mã đã được lệnh thu thập vỏ sò như là "chiến lợi phẩm của biển". Các nguồn chính đã không thống nhất về những gì xảy ra. Các nhà sử học hiện đại đã đưa ra nhiều giả thuyết trong một nỗ lực để giải thích những hành động này. Chuyến đi này đến eo biển Anh có thể chỉ đơn thuần là luyện binh và tiến hành hoạt động do thám.

### Tự coi mình là thần thánh

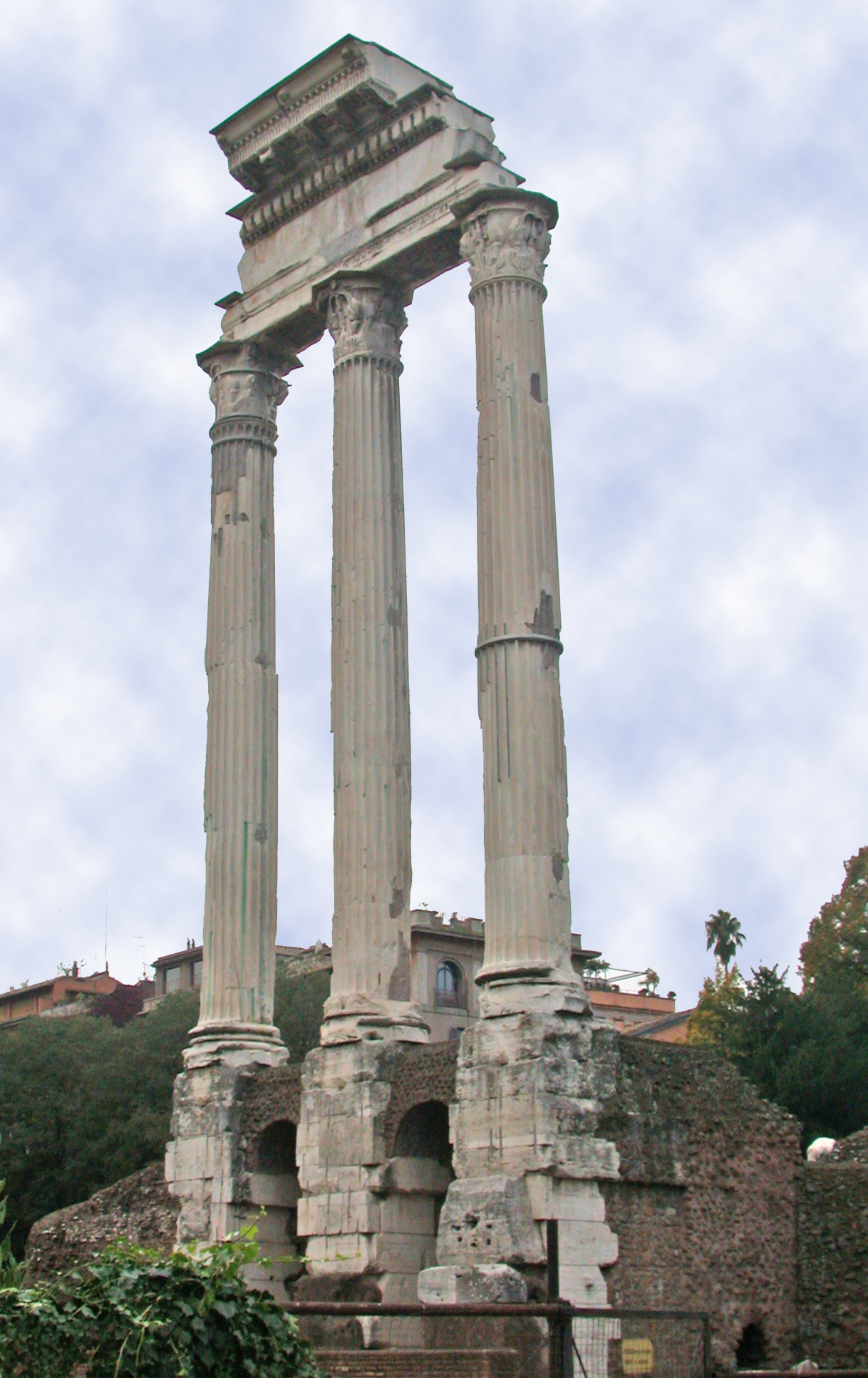
Ruins of the temple of Castor and Pollux in the Forum Romanum. Ancient resources as well as recent archaeological evidence suggest that, at one point, Caligula had the palace extended to annex this structure.

Khi mà một vài vị vua đến Roma để tỏ lòng tôn kính của họ đối với ông và tranh luận về nguồn gốc quý tộc của họ, ông đã kêu lên: "Hãy có một vị Chúa, một ông vua". Năm 40 CN, Caligula bắt đầu thực hiện các chính sách gây tranh cãi mà đã đưa tôn giáo vào trong vai trò chính trị của ông. Caligula đã bắt đầu xuất hiện trước đám đông với cách ăn mặc như các vị thần và á thần khác nhau như là Hercules, Mercury, Venus và Apollo Theo ghi chép lại, ông bắt đầu đề cập đến mình như một vị thần khi gặp gỡ với các chính trị gia.
Một khu vực thiêng liêng đã được dành riêng cho việc thờ cúng ông tại Miletus thuộc tỉnh châu Á và hai ngôi đền khác được dựng lên để thờ cúng ông ngay tại thủ đô Roma.Đền thờ Castor và Pollux ở khu vực quảng trường đã được nối trực tiếp đến dinh thự của hoàng đế trên đồi Palatine và dành riêng cho Caligula  Ông sẽ xuất hiện ở đây vào mỗi dịp và tự giới thiệu mình như là một vị thần trước công chúng. Caligula đã thay thế đầu các bức tượng khác nhau của các vị thần và thay thế bằng đầu của mình trong các đền thờ khác nhau  Người ta nói rằng ông muốn được tôn thờ như Neos Helios, vị thần Mặt Trời Mới. Thật vậy, ông đã được miêu tả như là một vị thần mặt trời trên các đồng xu Ai Cập.
Chính sách tôn giáo của Caligula đã đi trệch hướng so với những người tiền vị của ông. Theo Cassius Dio, vị hoàng đế đương thời có thể được tôn thờ như thần thánh ở phía đông và vị hoàng đế quá cố có thể được tôn thờ như thần thánh ở Roma.

### Chính sách đối với phía Đông
Caligula đã cần phải dập tắt vài cuộc bạo loạn và các âm mưu ở các tỉnh phía Đông trong suốt triều đại của mình. Giúp đỡ ông trong những việc làm này là người bạn tốt của ông, Herod Agrippa, người đã trở thành thống đốc của các tỉnh Batanaea và Trachonitis sau khi Caligula trở thành hoàng đế vào năm 37.
Nguyên nhân của tình trạng căng thẳng ở phía đông vốn phức tạp, nó liên quan đến sự truyền bá của văn hóa Hy Lạp, luật pháp La Mã và các quyền của người Do Thái.
Caligula đã không tin tưởng vào viên quan thái thú của Ai Cập, Aulus Avilius Flaccus. Flaccus vốn trung thành với Tiberius, và đã âm mưu chống lại mẹ của Caligula và có liên quan với những người Ai Cập ly khai Vào năm 38, Caligula đã phái Agrippa tới Alexandria mà không báo trước để kiểm tra những việc làm của Flaccus. Theo Philo, chuyến thăm đã nhận phải sự chế nhạo từ những cư dân người Hy Lạp, những người coi Agrippa là vua của người Do Thái  Flaccus đã cố gắng để xoa dịu cả những cư dân gốc Hy Lạp và Caligula bằng cách đặt bức tượng của hoàng đế trong các giáo đường Do Thái  Như là kết quả của điều đó, một cuộc bạo loạn đã nổ ra trong thành phố.. Caligula phản ứng bằng cách cắt chức Flaccus và hành quyết ông ta.
Vào năm 39, Agrippa đã cáo buộc Herod Antipas, tetrarch của xứ Galilee và Perea, đang lên kế hoạch cho một cuộc nổi loạn chống lại sự cai trị của người La Mã với sự giúp đỡ của Parthia. Herod Antipas đã thú tội và Caligula đã cho lưu đày ông. Agrippa đã được tưởng thưởng với những vùng lãnh thổ của ông ta.
Bạo loạn lại nổ ra ở Alexandria vào năm 40 giữa người Do Thái và người Hy Lạp. người Do Thái bị cáo buộc không tôn vinh hoàng đế.

### Tiểu sử